# Berkeley Springs (Nyugat-Virginia)
Berkeley Springs település az Amerikai Egyesült Államok Nyugat-Virginia államában, Morgan megyében, melynek megyeszékhelye is. Lakosainak száma 753 fő (2020. április 1.).

## Népesség
A település népességének változása:

| 2010 | 624 |
| 2020 | 753 |